# Unione Sportiva Pro Vercelli 2006-2007
Questa pagina raccoglie le informazioni riguardanti l'Unione Sportiva Pro Vercelli nelle competizioni ufficiali della stagione 2006-2007.

## Divise e sponsor
| 1ª divisa | 2ª divisa |

## Rosa
| N. |                   | Ruolo | Calciatore          |
| -- | ----------------- | ----- | ------------------- |
|    | Italia (bandiera) | A     | Alessandro Andreini |
|    | Italia (bandiera) | C     | Mirko Benin         |
|    | Italia (bandiera) | C     | Andrea Boscolo      |
|    | Italia (bandiera) | D     | Massimo Carrera     |
|    | Italia (bandiera) | P     | Michele Castagnone  |
|    | Italia (bandiera) | C     | Alessandro Colombo  |
|    | Italia (bandiera) | A     | Luca Corradi        |
|    | Italia (bandiera) | A     | Maurizio Ganz       |
|    | Italia (bandiera) | D     | Paolo Gobba         |
|    | Italia (bandiera) | D     | Claudio Labriola    |
|    | Italia (bandiera) | D     | Cristian Lizzori    |
|    | Italia (bandiera) | C     | Michele Magrin      |

| N. |                   | Ruolo | Calciatore         |
| -- | ----------------- | ----- | ------------------ |
|    | Italia (bandiera) | P     | Daniele Mandelli   |
|    | Italia (bandiera) | D     | Matteo Mariani     |
|    | Italia (bandiera) | C     | Adriano Panepinto  |
|    | Italia (bandiera) | D     | Fabio Pilleri      |
|    | Italia (bandiera) | C     | Giacinto Rignanese |
|    | Italia (bandiera) | C     | Stefano Rondinella |
|    | Italia (bandiera) | C     | Maurizio Rossi     |
|    | Italia (bandiera) | A     | Christian Scalzo   |
|    | Italia (bandiera) | A     | Albino Serafini    |
|    | Italia (bandiera) | D     | Emanuele Simoni    |
|    | Italia (bandiera) | A     | Daniele Vasoio     |